# Antoine Quero
Antoine Quero (Madrid, 31 de julio de 1967) es un político español originario de Málaga. Ingeniero químico de formación por la Escuela Nacional de Ingeniería Superior de Toulouse (Francia).
Ha sido vicesecretario general del PSOE Europa, la federación exterior del Partido Socialista Obrero Español del 2004 al 2008. Posteriormente ocupó el cargo de secretario de Organización hasta el 2011, siendo coordinador en Europa de la campaña para las elecciones generales de España de 2008. El 5 de marzo de 2011, a propuesta de Javier Moreno Sánchez, pasa a ser secretario de Economía y Bienestar Social, responsabilidad que ostenta hasta su salida de la dirección, el 15 de junio de 2011.
Ha sido vicejefe de gabinete del comisario europeo de Asuntos Económicos, Joaquín Almunia, y secretario general de la Agrupación del PSOE en Bruselas entre 2001 y 2008.
Impuso el foro de debate socialista Ganar 2012 durante la segunda legislatura de Zapatero. Posteriormente, lanzó el grupo Primarias de las ideas de cara al 38 Congreso federal del PSOE, participando en el encuentro de Bases en Red celebrado en Jun el 29 de diciembre de 2011. 
| Predecesor: Damián Pena    | Vicesecretario general del PSOE Europa 2004-2008               | Sucesor: Ninguno                                                  |
| Predecesor: Carmen Madrid  | Secretario de Organización del PSOE Europa 2008-2011           | Sucesor: Miriam Herrero                                           |
| Predecesor: Ángela Sabater | Secretario de Economía y Bienestar Social del PSOE Europa 2011 | Sucesor: Ángela Sabater (Política Social) y Juan López (Economía) |

## Enlaces
PSOE Europa Archivado el 13 de febrero de 2006 en Wayback Machine.
http://www.larazon.es/espana/un-ex-asesor-de-almunia-malverso-fondos-public-CA2277994
1. ↑  Biografía política

- Datos: Q5697415